# Псамтик II
Псамтик II е фараон от Двадесет и шеста династия на Древен Египет, син и наследник на Нехо II. Псамтик II управлява през 595 – 589/8 г. пр.н.е.

## Управление
През управлението си Псамтик II води успешни кампании в Нубия (от 592 до 589 г. пр.н.е.) и в Палестина (591 г. пр.н.е.), където се подготвя въстание на Юдея съвместно с финикийските градове Тир и Сидон и васалните на Египет държави Едом (Идумея), Моав и Амон, срещу вавилонския цар Навуходоносор II.
През 590 г. пр.н.е. започва война в Мала Азия между царство Лидия, съюзник на Египет, и Медия, съюзник на Вавилон. В 589 г. пр.н.е. избухва въстанието на юдеите против вавилонското господство, но в същото време Псамтик II умира при завръщането от похода си в Нубия, без да успее да окаже помощ на въстаналите юдеи.
Псамтик II е известен и с мащабното строителство на храмове и монументи в Египет. Наследен от сина си Априй.